# David Bentley Hart
David Bentley Hart (Maryland, 1965) is een Amerikaans filosoof en oosters-orthodox theoloog. Hij publiceert over metafysica, oosterse godsdiensten, klassieke filosofie, scholastiek en moderne filosofie, alsook patristiek, esthetica en dogmatiek, en daarnaast over politieke onderwerpen, literatuur, film en honkbal. In 2017 verscheen zijn vertaling van het Nieuwe Testament.

## Biografie
Bentley Hart studeerde aan de Universiteit van Maryland (B.A.), de Universiteit van Cambridge (M.Phil.) en de Universiteit van Virginia (M.A., DPhil.) Vervolgens was hij als docent en hoogleraar verbonden aan de Universiteit van Virginia, de Universiteit van St. Thomas (Minnesota), de Duke School voor Godgeleerdheid en de Universiteit van Loyola (Maryland). Hij was gasthoogleraar aan Providence College, Providence (Rhode Island) en de Universiteit van Saint Louis, Saint Louis (Missouri). Sinds 2015 is hij als hoogleraar verbonden aan de Universiteit van Notre Dame, St. Joseph County (Indiana).
Van zijn verschillende theologische werken zijn te noemen: The Beauty of the Infinite (2003), The Story of Christianity: An Illustrated History of 2000 Years of the Christian Faith (2007), Atheist Delusions (2009; Michael Ramsey Prize in Theology 2011) en That All Shall Be Saved (2019). Zijn vertaling van het Nieuwe Testament, The New Testament: A Translation (2017) is een letterlijke vertaling. Hij schrijft ook romans, o.a.: The Devil and Pierre Gernet (2012), The Mystery of Castle MacGorilla (2019) en Roland In Moonlight (2021). Korte artikelen van zijn hand verschijnen veelal in het liberaal-katholieke opinieblad Commonweal.
David Bentley Hart behoort tot de Oosterse orthodoxie. Zijn achtergrond is hoogkerkelijk Anglicaans. Hij is een christen-socialist en een democratisch socialist. Hij is lid van de Democratic Socialists of America en een fel tegenstander van het kapitalisme.

### Theologische positionering
Theologisch gezien behoort David Bentley Hart tot de oosterse orthodoxie, hij laat zich inspireren door de kerkvaders van het oosten. Zijn waardering voor de westerse kerkvaders is vaak minder gunstig. Hij is gekant tegen de calvinistische opvattingen omtrent predestinatie en zonde. Zijn oordeel over de katholieke scholastische traditie is ook niet bepaald gunstig te noemen. Hij slaat kerkelijke schrijvers als Origenes, Gregorius van Nyssa en Theodorus van Mopsuestia als uitleggers van de Heilige Schrift vele malen hoger aan dan hun westerse tijdgenoten; zelfs hoger aan dan de meeste contemporaine theologen en exegeten.
Bentley Hart is een universalist en geeft daar van rekenschap in zijn boek That All Shall Be Saved (2019). Hij heeft zich positief uitgelaten over Laudato Si', de encycliek van paus Franciscus.
Hij is een pleitbezorger van de Christus Victor verzoeningsleer. Hij staat positief tegenover de verzoeningsleer van Anselmus van Canterbury in Cur deus homo, die hij niet als een nieuwe verzoeningsleer opvat, maar in het verlengde ziet van de Christus Victor-leer.

## Boeken
- Roland In Moonlight. Brooklyn, NY: Angelico Press. 2021.
- Theological Territories: A David Bentley Hart Digest. Notre Dame, IN: University of Notre Dame Press. 2020.
- The Mystery of Castle MacGorilla. With Patrick Robert Hart. New York: Angelico Press. 2019.
- That All Shall Be Saved: Heaven, Hell, and Universal Salvation. New Haven, CT: Yale University Press: 2019.
- The New Testament: A Translation. New Haven, CT: Yale University Press: 2017.
- The Hidden and the Manifest: Essays in Theology and Metaphysics. Grand Rapids: Eerdmans. 2017.
- The Dream-Child's Progress and Other Essays. New York: Angelico Press. 2017.
- A Splendid Wickedness and Other Essays. Grand Rapids: Eerdmans: 2016.
- The Experience of God: Being, Consciousness, Bliss. New Haven, CT: Yale University Press: 2013.
- The Devil and Pierre Gernet: Stories. Grand Rapids, MI: Wm. B. Eerdmans: 2012.
- Atheist Delusions: The Christian Revolution and Its Fashionable Enemies. New Haven, CT: Yale University Press, 2009.
- In the Aftermath: Provocations and Laments. Grand Rapids, MI: Wm. B. Eerdmans: 2008.
- The Story of Christianity: An Illustrated History of 2000 Years of the Christian Faith. London: Quercus: 2007.
- The Doors of the Sea. Grand Rapids, MI: Wm. B. Eerdmans: 2005.
- The Beauty of the Infinite: The Aesthetics of Christian Truth. Grand Rapids, MI: Wm. B. Eerdmans: 2003.

### Vertalingen
- The New Testament: A Translation. Yale University Press: 2017.
- Erich Przywara, Analogia Entis: Metaphysics: Original Structure and Universal Rhythm. Grand Rapids, MI: Wm. B. Eerdmans: 2014, i.s.m. John R. Betz.

### Artikelen (selectie)
- "Three Cheers for Socialism: Christian Love & Political Practice", Commonweal (februari 2020).
- "What Lies Beyond Capitalism? A Christian Exploration", Plough Quarterly 21 (zomer 2019).
- "The Myth of Schism", Clarion Journal (juni 2014).
- "Christians and the Death Penalty", Commonweal (november 2017).
- "Can We Please Relax About 'Socialism'?", The New York Times (27 april 2019).
- "Are Christians Supposed to be Communists?", The New York Times (4 november 2017).